# جيرالد كليفر
جيرالد كليفر (بالإنجليزية: Gerald Cleaver)‏ هو عازف جاز أمريكي، ولد في 4 مايو 1963 في ديترويت في الولايات المتحدة.

## وصلات خارجية
- جيرالد كليفر على موقع ميوزك برينز (الإنجليزية)
- جيرالد كليفر على موقع أول ميوزيك (الإنجليزية)
- جيرالد كليفر على موقع ديسكوغز (الإنجليزية)